# 錫爾夫雷塔山

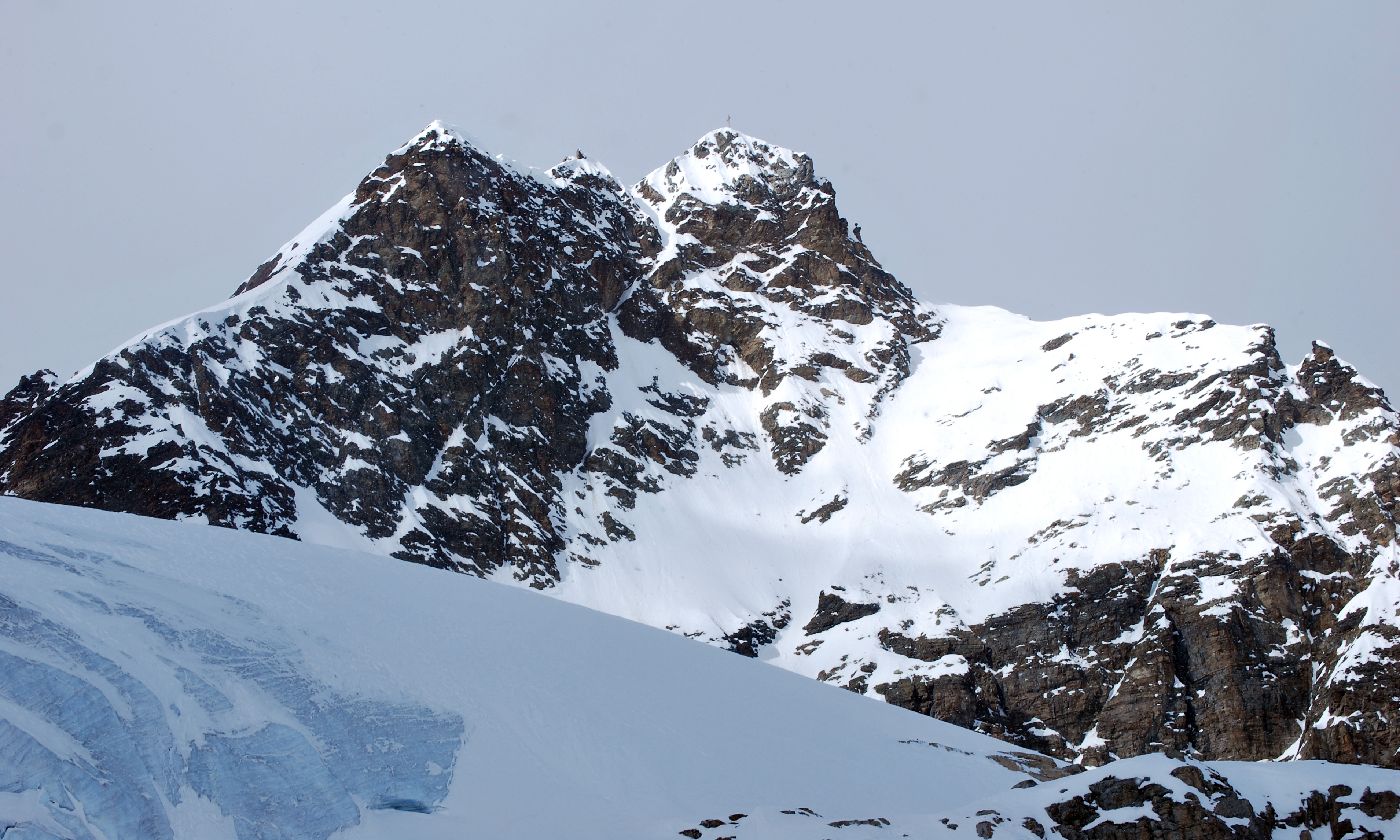

46°51′25″N 10°05′35″E / 46.85694°N 10.09306°E
錫爾夫雷塔山（德語：Silvrettahorn），是中歐的山峰，位於奧地利和瑞士接壤的邊境，屬於錫爾夫雷塔阿爾卑斯山脈的一部分，海拔高度3,244米，人類首次在1865年8月22日登頂。